# Granulomelon acerbum
Granulomelon acerbum är en snäckart som beskrevs av Alan Solem 1993. Granulomelon acerbum ingår i släktet Granulomelon och familjen Camaenidae. Inga underarter finns listade i Catalogue of Life.